# Реверон, Армандо
Армандо Хулио Реверон (исп. Armando Julio Reverón, род. 10 мая 1889 г. Каракас — ум. 18 сентября 1954 г. Каракас) — один из крупнейших художников Венесуэлы XX столетия. Занимался также скульптурой и графикой.

## Жизнь и творчество
В 1896 году А.Реверон переезжает в венесуэльский городок Валенсию и живёт в семье Родригеса Хоски. Первым учителем рисунка для юного Армандо был его дядя по материнской линии, Рикардо Монтилла, изучавший ранее искусство в Нью-Йорке. В доме Монтиллы Армандо познакомился и подружился с его дочерью Долорес Тривиезо, ставшей моделью для ранних работ А.Реверона. В это же время Реверон знакомится с молодым живописцем Цезарем Прието, посоветовавшим ему поступить в каракасскую Национальную академию изящных искусств (Academia Nacional de Bellas Artes). В Академии учителями А.Реверона были Эмилио Маури, Антонио Герреа Торо и Педро Зепра (в 1908—1911 годах). Заметив его значительный художественный талант, молодой художник получает от своих профессоров предложение продолжить своё образование в Европе. В 1911 он прибывает в Барселону и поступает в местную Школу изобразительных искусств (Escuela de Artes y Oficios y Bellas Artes), в 1912—1913 годах А.Реверон обучается в мадридской Академии изобразительных искусств Сан-Фернандо, в классе Антонио Муньеса Дегрейна, у которого учился в своё время Сальвадор Дали. В Испании молодой художник тщательно изучает полотна Ф.Гойи, Д.Веласкеса и Эль Греко. В 1914 году А.Реверон приезжает во Францию, живёт в Париже и много рисует — пейзажи парижских окрестностей, городок Шантильи на Уазе и др.
Вернувшись в Венесуэлу в 1915 году, он вступает в 1916 году в модернистскую группу «Общество изящных искусств»(«Círculo de Bellas Artes»), члены которой выступали против академизма в современной живописи. Входившие в неё художники основали независимую студию, занимавшуюся в том числе и обучением. Члены группы предпочитали изображать на своих полотнах преимущественно природу и жанровые сценки. В 1916 году А.Реверон пишет свои первые пейзажи в синих тонах, открывая т. н. «синий период» в своём творчестве. В 1917 он переезжает в город Ла-Гуайра и зарабатывает на жизнь там преподаванием рисунка для детей в богатых семьях. В 1918 знакомится на карнавале с Хуанитой Мота, своей постоянной моделью, подругой и в будущем — женой. В 1919 году Реверон знакомится также с прибывшим в Венесуэлу художником-иллюстратором и пейзажистом Николаем Фердинандовым, оказавшим большое влияние на творчество венесуэльского художника.
В 1921 году художник селится в небольшом городке Макуто, в центральной части венесуэльского побережья, и приступает к сооружению своего дома-мастерской El Castillete, в котором провёл всю свою оставшуюся жизнь. Здесь он пишет множество полотен-пейзажей, изображающих яркость и сочность тропической природы. В 1924—1925 годах «синий период» сменяется в творчестве А.Реверона вторым — «белым периодом», продолжавшимся до 1932 года.
В 1933 году проходит в Каракасе первая крупная выставка работ А.Реверона, в Каракасском атенее (Ateneo de Caracas), затем его работы экспонируются в галерее Кати Гранофф в Париже. В том же году художник временно прекращает занятия живописью, у него проявляются первые признаки нервного заболевания. В 1936 он вновь начинает рисовать, в творчестве А.Реверона наступает третий — «период сепии», при этом многие его работы посвящены морским видам, видам побережья и порту Ла-Гуайра. С 1939 года художник начинает разрабатывать и создавать куклы, пишет полотна, изображавшие женские фигуры. В 1945 году, в результате нового обострения невроза, он вынужден был лечь в больницу на лечение. После выхода из больницы, в 1947 году Реверон вновь конструирует множество кукол. Он занят также изготовлением фурнитуры, музыкальных инструментов, масок и т. п. В 1953 году, после нового приступа болезни, А.Реверон возвращается к занятиям живописью. В этом же году, незадолго до его смерти, художнику присваивается Национальная премия в области живописи (Premio Nacional de Pintura). Скончался в госпитале.
В 1974 году в резиденции А.Реверона El Castillete был открыт музей его творчества.

## Кинематограф
В 1952 в Венесуэле режиссёр Маргот Венасерраф отсняла получасовой документальный фильм об А.Ревероне.
В мае 2011 года в Венесуэле был снят художественный фильм, рассказывающий о жизни этого художника под названием «Reveron La Pelicula». Режиссёр — Диего Рискес, в главной роли (Армандо Риверона) снимался Луиджи Скиаманна.

## Дополнения
- Выставка работ А.Реверона в 2007 на MOMA
- Армандо Реверон на Literal

## Галерея

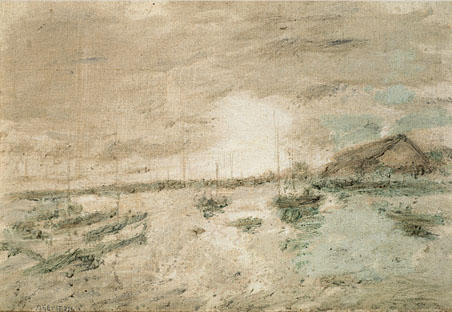
Порт Ла-Гуайра (1941)

- Пещера (1920)